# Серхіо Омар Альмірон
Серхіо Омар Альмірон (ісп. Sergio Omar Almirón; нар. 18 серпня 1958, Росаріо) — аргентинський футболіст, що грав на позиції нападника.
Більшу частину кар'єри провів у клубу «Ньюеллс Олд Бойз», а також грав за національну збірну Аргентини, у складі якої став чемпіоном світу.

## Клубна кар'єра
У дорослому футболі дебютував 1977 року виступами за команду «Ньюеллс Олд Бойз», в якій провів дванадцять сезонів, взявши участь у 283 матчах чемпіонату. Більшість часу, проведеного у складі «Ньюеллс Олд Бойз», був основним гравцем атакувальної ланки команди. Протягом цих років виборов титул чемпіона Аргентини. Крім цього, у сезоні 1986/87 виступав за французький «Тур».
З 1989 року два сезони виступав за мексиканський «УАНЛ Тигрес», після чого повернувся на батьківщину, де грав за «Естудьянтес» та «Сентраль Кордова».
Завершив професійну ігрову кар'єру в клубі «Тальєрес», за який недовго виступав протягом 1994 року.

## Виступи за збірну
1985 року дебютував в офіційних матчах у складі національної збірної Аргентини.
У складі збірної був учасником чемпіонату світу 1986 року в Мексиці, здобувши того року титул чемпіона світу, хоча не провів жодного матчу на турнірі. Незважаючи на те, що він був нападником, він отримав № 1, що традиційно використовується воротарями. Це було пов'язано з тим, що Аргентина дала номери не згідно з позицією на полі, а в алфавітному порядку.
Протягом кар'єри в національній команді, яка тривала усього 2 роки, провів у формі головної команди країни 6 матчів, забивши 4 голи.

## Особисте життя
Його син Серхіо Бернардо Альмірон також був футболістом, виступав зокрема за «Ювентус» та «Монако».

## Титули і досягнення
- Чемпіон Аргентини (1):

«Ньюеллс Олд Бойз»: 1987–88
- Чемпіон світу (1):

Аргентина: 1986